# New Harmony (Utah)
New Harmony es una localidad del condado de Washington, estado de Utah, Estados Unidos. Según el censo de 2000 la población era de 190 habitantes.
Fue originalmente un asentamiento como parte de los esfuerzos en la minería y refinamiento de hierro en la zona. Se construyó una fundición en 1852, pero se abandonó pronto debido a razones de transporte y logística. 

## Geografía
New Harmony se encuentra en las coordenadas 37°28′46″N 113°18′21″O / 37.47944, -113.30583.
Según la oficina del censo de Estados Unidos, la localidad tiene una superficie total de 1,0 km². No tiene superficie cubierta de agua.
- Datos: Q483586
- Multimedia: New Harmony, Utah / Q483586